# 7167 Laupheim
Laupheim (asteróide 7167) é um asteróide da cintura principal, a 2,4938764 UA. Possui uma excentricidade de 0,2037891 e um período orbital de 2 024,71 dias (5,55 anos).
Laupheim tem uma velocidade orbital média de 16,82942731 km/s e uma inclinação de 23,44148º.
Este asteróide foi descoberto em 12 de Outubro de 1985 por Carolyn Shoemaker.